# Gerechtigkeitsbrunnen (Worms)

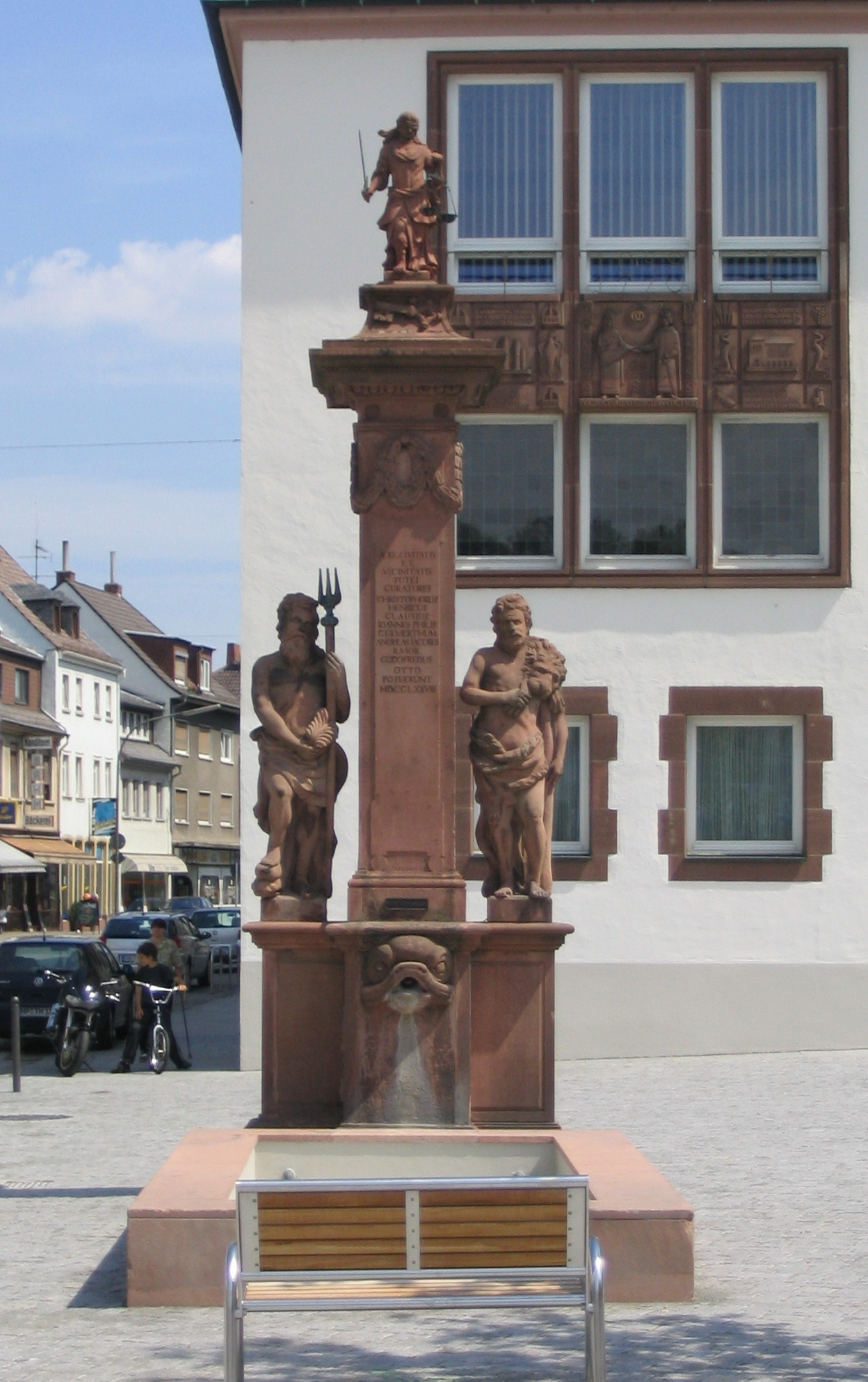
Der Gerechtigkeitsbrunnen in Worms

Der Gerechtigkeitsbrunnen ist ein unter Denkmalschutz stehender Brunnen in der rheinland-pfälzischen Stadt Worms.

## Beschreibung
Der Gerechtigkeitsbrunnen steht auf dem Marktplatz vor dem Rathaus der Stadt Worms. Er wurde im Stil des Spätbarocks erbaut und stand zunächst vor dem Haus zur Münze, bevor er 1778 zu einem Pumpbrunnen umgestaltet wurde. Auf seinem höchsten Punkt befindet sich die Gestalt der Justitia, die 1908 erneuert wurde. Seitlich flankiert wird sie von Figuren des Neptun und Herkules.